# Збройні сили Ефіопії
Національні сили оборони Ефіопії (НСОЕ) — збройні сили Ефіопії. Цивільне керівництво збройними силами здійснюється через Міністерство оборони, яке контролює сухопутні війська, повітряні сили, як і сектор оборонної промисловості. На сьогоднішній день міністром оборони є Сараж Ферґесса.

## Історія
Історія збройних сил Ефіопії має глибокі корені та бере початок із середньовіччя. Ефіопія була однією з небагатьох африканських країн, яка не потрапила під колоніальне правління, значною мірою завдяки потужним збройним силам.
1. Перемога в битві при Адуа (1896):
  - Ефіопська армія під керівництвом імператора Менеліка II здобула історичну перемогу над італійськими військами, що стало символом незалежності Африки.
2. Сучасна реорганізація:
  - Після падіння монархії у 1974 році армія була реорганізована під керівництвом соціалістичного режиму Дергу.
  - У 1991 році, після приходу до влади уряду Ефіопського народного революційно-демократичного фронту (ЕНРДФ), армія була значно реформована.

## Структура
Національні сили оборони Ефіопії складаються з таких основних компонентів:
1. Сухопутні війська:
  - Найбільша частина НСОЕ, яка відповідає за захист території країни від зовнішніх і внутрішніх загроз.
  - Організовані в кілька регіональних командувань для забезпечення ефективної оборони.
2. Повітряні сили:
  - Виконують завдання повітряної оборони, розвідки та підтримки наземних операцій.
  - Озброєні переважно радянською технікою, включаючи винищувачі та вертольоти.
3. Спеціальні сили:
  - Підрозділи, які здійснюють спеціальні операції, боротьбу з тероризмом та виконання складних завдань.
4. Поліція та резерв:
  - Допоміжні сили, які підтримують основні підрозділи та забезпечують порядок у кризових ситуаціях.

## Оснащення та озброєння НСОЕ
Озброєння НСОЕ складається переважно зі зразків радянської, китайської та місцевої техніки:
- Сухопутні війська: танки Т-72, артилерійські системи, БМП.
- Повітряні сили: винищувачі МіГ-21, МіГ-23, транспортні літаки Ан-12 та вертольоти Мі-24.
- Місцеве виробництво: Уряд Ефіопії інвестує в розвиток власного військово-промислового комплексу для зменшення залежності від імпорту.

## Роль НСОЕ у регіоні
Ефіопія є важливим гравцем у Східній Африці. Її збройні сили активно залучені до:
- Миротворчих місій у Сомалі.
- Контролю за безпекою у зоні Африканського Рогу.
- Спільних операцій із сусідніми країнами для боротьби з тероризмом.